# 玛丽安娜

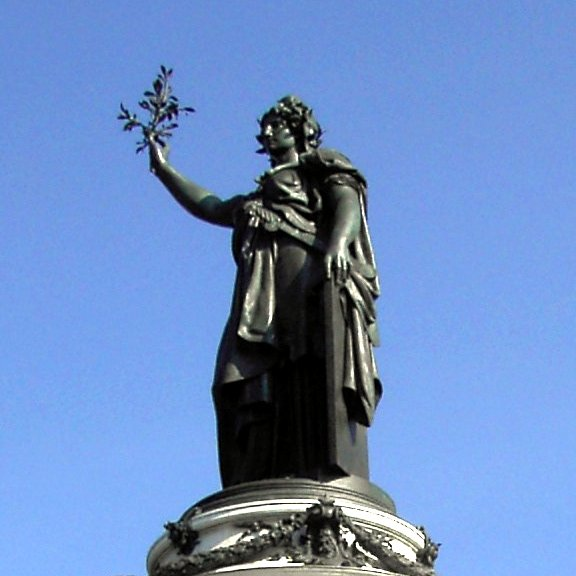
巴黎共和广场（Place de la République）上的玛丽安娜雕像。

玛丽安娜（法語：Marianne），是法兰西共和国的国家象征。就其外延意义而言，她还是自由与理性的拟人表现。与代表法兰西民族及其历史、国土与文化的“高卢雄鸡”相对，玛丽安娜代表了作为一个政治意义上的国家（state）的法国以及她的价值观念。她的形象遍布法国各地，还常常被放置在市政厅或法院显著位置。她的形象被雕刻成了一座铜像，矗立在巴黎的共和国广场上，以象征“共和的胜利”。她的形象不仅在国家政府机关的印章以及法国的邮票上出现，还被刻在了法國的歐元硬幣上，在已经退出流通的法郎上也有她的身影。玛丽安娜是法兰西共和国最为著名的象征之一。
关于玛丽安娜形象的起源，至今说法不一。说法之一认为玛丽安娜源自艺术家奥诺雷·杜米埃在1848年创作的抚育罗穆卢斯和瑞摩斯的母亲形象。还有一种说法认为，她的形象来自于雕塑家弗朗索瓦·吕德在七月王朝时期创作的凯旋门的浮雕上高唱《马赛曲》、愤怒的女武士。无论如何，玛丽安娜都已然成为了法国的象征。作为共和制度的人格象征，她的形象常常被用来指代共和派，也屡屡遭到反对共和的人士的讽刺和侮辱。尽管玛丽安娜与高卢雄鸡都是常见的法国象征，但他们都未能享受官方地位：根据法国宪法第二条的规定，法国的唯一官方象征是法国国旗。

## 历史

歌颂七月革命的名作《自由引导人民》由欧仁·德拉克洛瓦作于1830年（现藏法国卢浮宫）。

在古典时代，人们常常会用神祇、女神或是富有寓意的人格化形象来代表某种思想。尽管在中世纪受到了抑制，这种做法在文艺复兴期间又重新得到了人们的欢迎。在1789年的法国大革命期间，一系列分别象征着自由与理性的、富有寓意的人格化形象纷纷涌现。最终这两个象征集中到了一个女性人物身上。她既可以表现为站姿也可以表现为坐姿，同时身上也有着其它一些显著的特征，诸如身边的雄鸡、佩带的三色帽章、以及头上戴着的弗里吉亚帽。通常这位女性象征着自由、理性以及法兰西民族、祖国和共和国具有的平民性质。（对于这样的形象，可以参考由法国艺术家创作的自由女神像，她的两座复制品现在分别在巴黎和圣艾蒂安展示。）
1792年9月，国民公会颁布政令，宣布国家机关的印章上将会出现一名手持顶着弗里吉亚帽的长枪的女性形象。

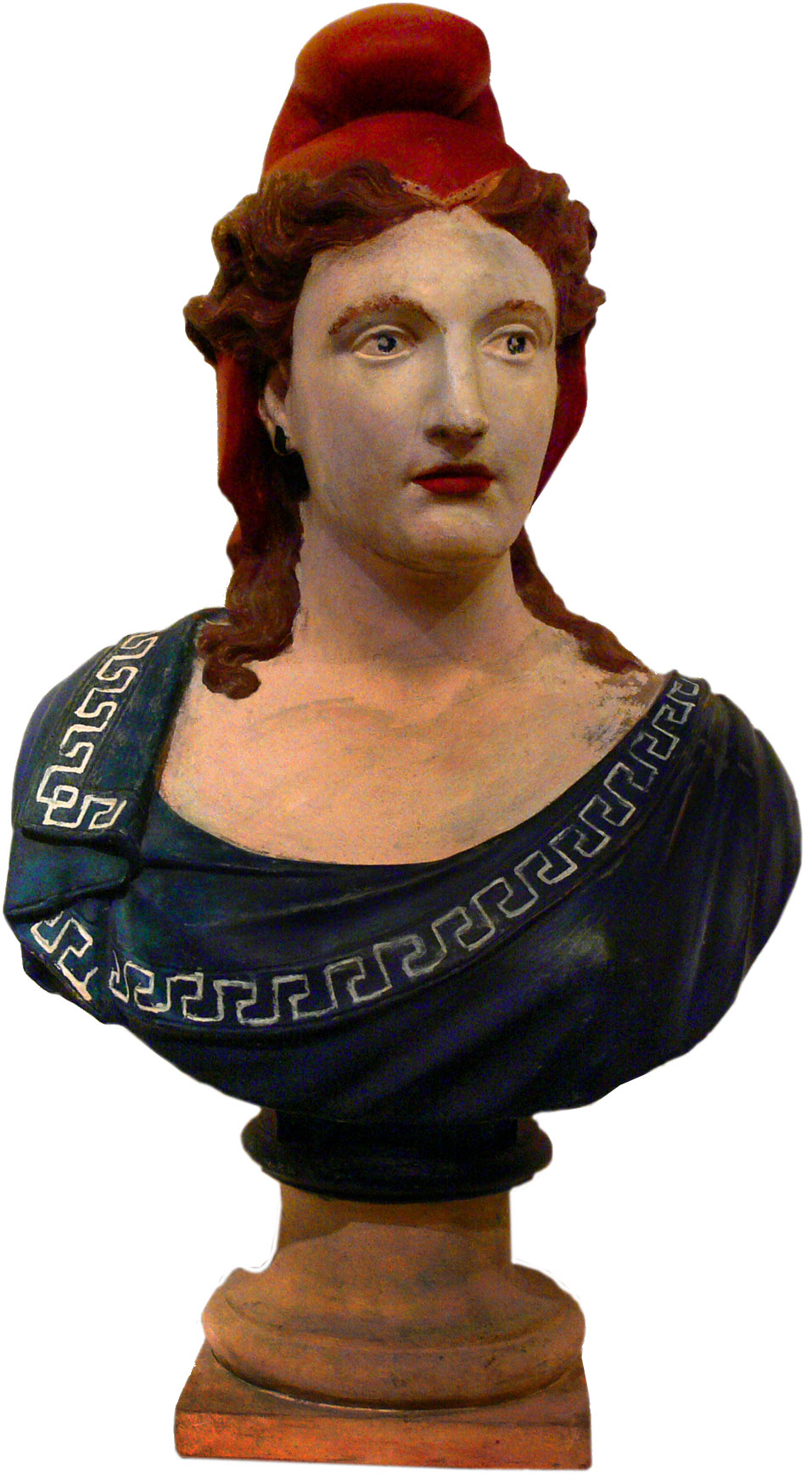
玛丽安娜胸像（作者不可考），陈列于法国参议院所在地卢森堡宫的走廊上。

为何要由一位女性而不是男性来代表共和制度呢？历史学家莫里斯·阿居隆（Maurice Agulhon）在他的多部知名著作中，通过详细的调查研究揭示了玛丽安娜形象的源头。他认为，人们可以通过对法兰西民族传统和心理的考察，为这个问题找到答案。女性化的寓意形象恰恰能够象征对于男性主导的“旧制度”的破坏。在法国大革命之前，法兰西王国就常常表现为男性的人物形象，正如凡尔赛宫天花板上的绘画所表现的那样。此外在法语当中，“共和国”（la République）这个词本身就是一个阴性名词。
最初，人们对于这样一个女性形象的使用并不统一，也没有得到官方的认可。在这些女性形象中比较典型的，是在欧仁·德拉克洛瓦的画作《自由引导人民》之中出现的、象征自由和共和制度的女性形象。这幅画作由德拉克洛瓦绘于1830年，以纪念史称“光荣的三天”的1830年七月革命。

### 第二共和
1848年3月17日，鉴于之前没有任何拥有官方地位的共和国代表物，新成立的第二共和国的内政部发起了一项征集能够以绘画、雕塑、纪念章、钱币或印玺等形式象征共和国的形象的活动。在君主制被推翻之后，临时政府宣称：“代表自由的形象应在每一个角落取代那些在三天之内被伟大的法国人民破坏了的、代表着腐化和耻辱的形象。”从此以后，玛丽安娜这个形象的寓意才真正集中到自由、共和和革命这三个概念上来。
最终得到认可的玛丽安娜形象有两个：一个表现为正在战斗且得胜而归的玛丽安娜，这个形象使人想起古希腊的女神雅典娜。这个版本的玛丽安娜袒胸露乳，头戴弗里吉亚帽，身着胸衣（corsage），一只手臂高举，作号召人民起来反抗状。另一个玛丽安娜的形象则更加保守：她表情平静，身着古代服饰，阳光围绕在她的头上，这显然是将王室的象征为共和国所用。这个玛丽安娜的形象周围还有很多其它的象征物，如麦穗、犁以及古罗马刀斧手的束棒等。这两个截然相反的玛丽安娜形象恰好代表了共和国的两个方面——一个代表的是资产阶级，另一个则是六月起义发生之前的民主和社会状况的代表。
各地的市政厅可以自愿选择玛丽安娜的形象进行展示，但是不知情的工作人员往往会将她误认为是宗教人物，而将其画像或塑像还给当地的教会。1849年，玛丽安娜的形象首次出现在了法国的邮票上。

### 第二帝国
在之后的第二帝国时期（1852-1870），对玛丽安娜形象的描绘被迫转入地下。玛丽安娜也成为了反抗君主制度的象征。自1848年至1851年前后起，开始有人用“玛丽安娜”这个名字象征“自由”。大约在1875年，这种做法在整个法国流行开来。

### 第三共和

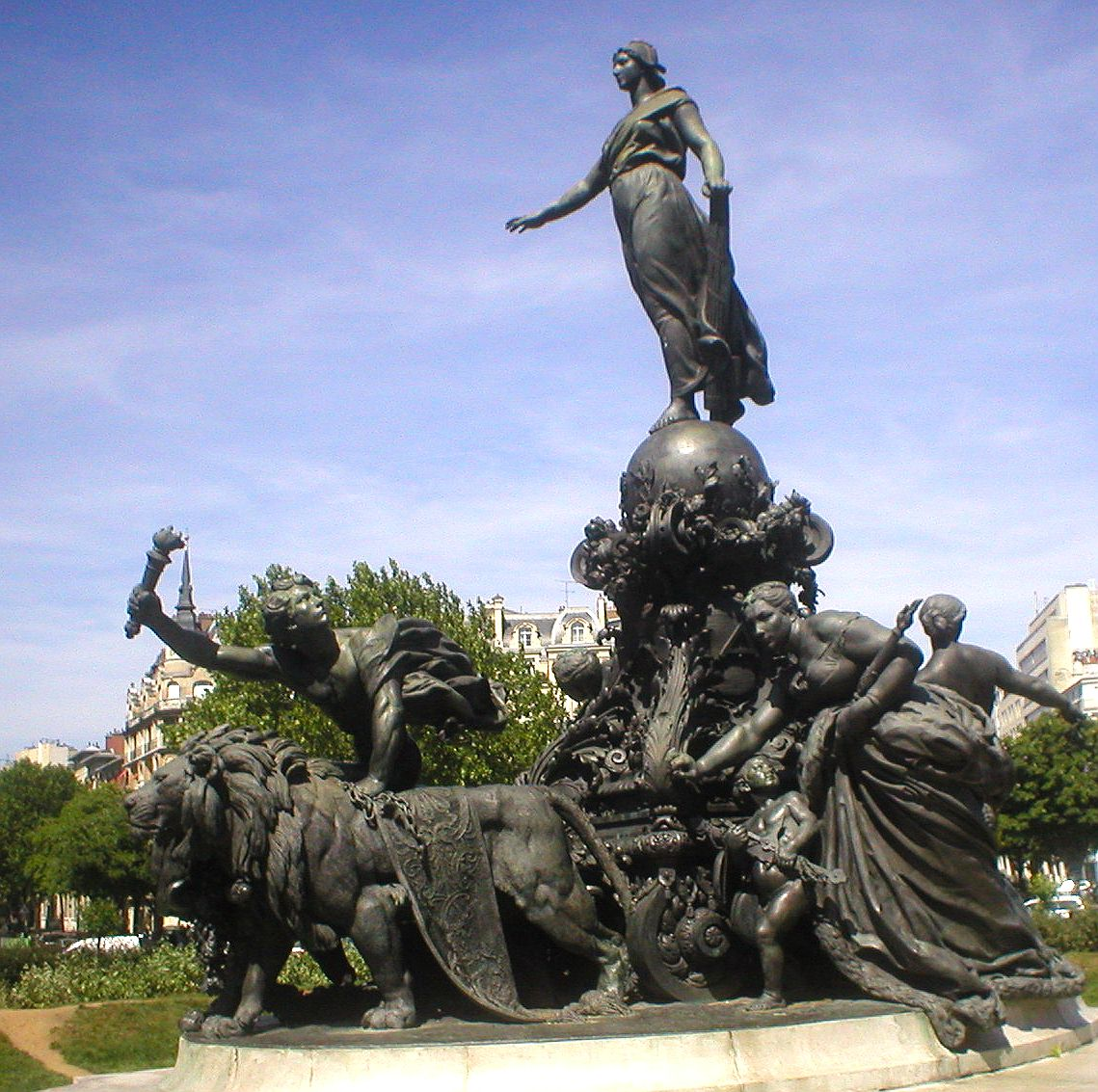
座落于巴黎民族广场之上的“共和的胜利”（Le triomphe de la République）铜像，由艾梅·儒勒·达卢作于1889年。

玛丽安娜形象的官方地位在第三共和国（1870-1940）时期得到了进一步确立。1880年，巴黎市政厅率先放置了一座表现头戴弗里吉安帽的玛丽安娜的雕像，这很快为法国的其它城市所效法。之后不久，激进势力强大的巴黎举办了一次为共和广场征集雕像的活动。1883年，莫里塞（Moricet）兄弟以他们设计的富于革命性的玛丽安娜形象赢得了这次征集活动的优胜。他们塑造的玛丽安娜形象一只手臂直指天空，头戴弗里吉亚帽，胸部被遮盖了起来。1889年，艾梅·儒勒·达卢（Aimé-Jules Dalou）在为纪念法国大革命爆发一百周年而举办的为民族广场征集雕像的活动中获胜。在他为民族广场设计的雕像中，玛丽安娜手持古罗马刀斧手的束棒，头戴弗里吉亚帽，袒胸露乳，身边还有代表劳动（一个代表人民的工人形象）、正义、和平与教育的人物形象——所有这些都是法国人民理应在共和制度中享受的成果。1899年，在德雷福斯案的阴影笼罩下，当局为这座雕像举行了揭幕仪式，而当时任总理的正是激进社会党人皮埃尔·瓦尔德克-卢梭。在揭幕仪式举行的同时，工人在附近高举红旗，进行了声势浩大的游行示威。身着黑色礼服的政府官员见状从仪式现场仓皇逃离。在工人们的心目中，玛丽安娜应当是社会民主主义的共和国（法语：la République démocratique et sociale，或简称La Sociale）的代表。

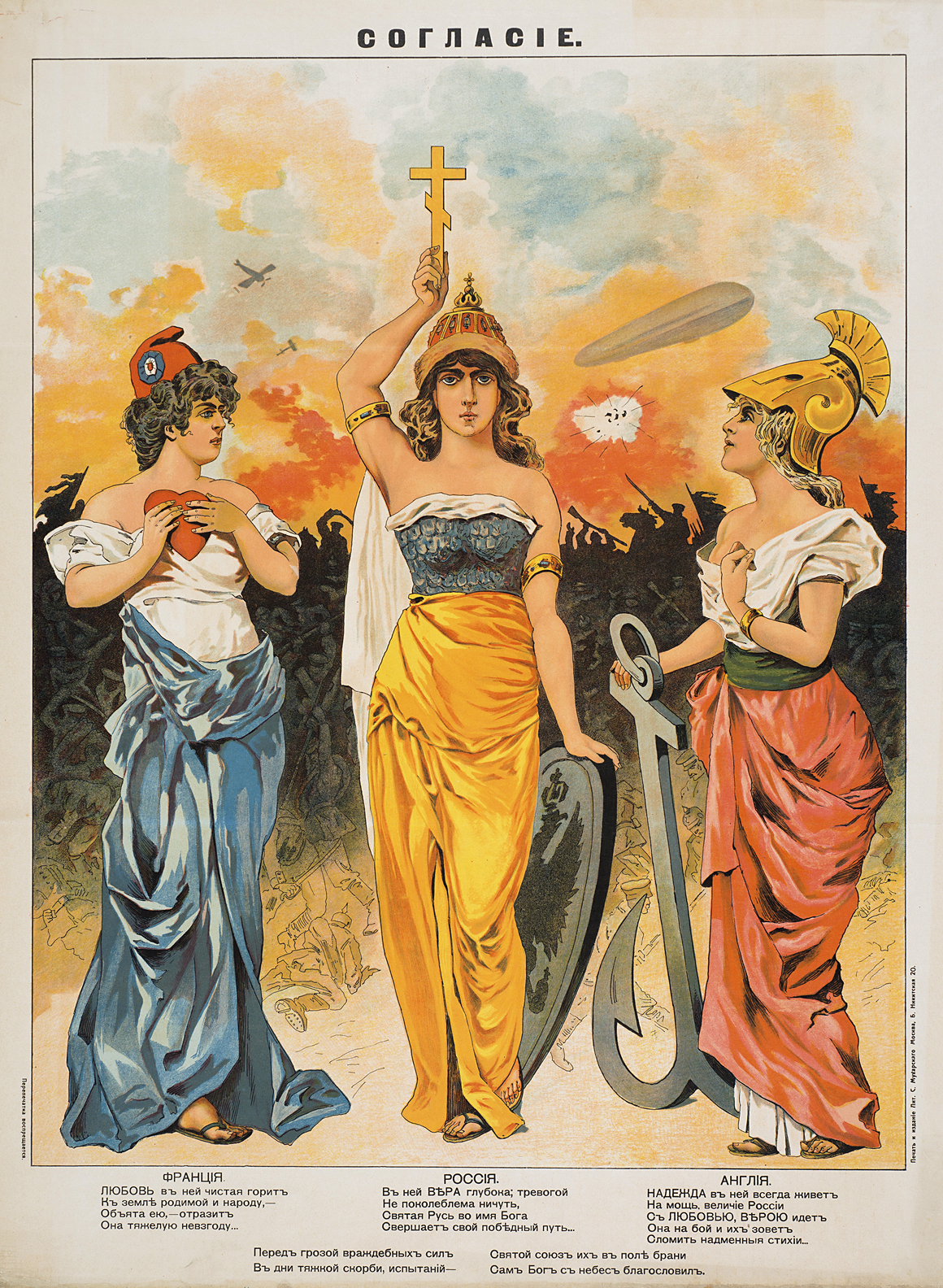
一幅1914年前后的俄罗斯海报。海报中描绘的玛丽安娜和不列颠尼亚在即将到来的第一次世界大战中都要接受居中的俄罗斯母亲的领导。

在第一次世界大战的纪念物中，玛丽安娜的形象很少出现。不过在1936年，当时的人民阵线仿效第二共和时期的做法，推出了玛丽安娜的真人模特，而这些模特也被当时的右翼报纸诬蔑为“厚颜无耻的妓女”。第二次世界大战期间，玛丽安娜成为了反抗纳粹侵略者的自由象征，也成为了共和国与维希政权针锋相对进行斗争的代表。在维希政权统治期间，全法国427座玛丽安娜像中的120座被当局熔化，各地市政厅中的玛丽安娜像也在1943年被维希政权的法兰西民兵搬走。

### 第五共和

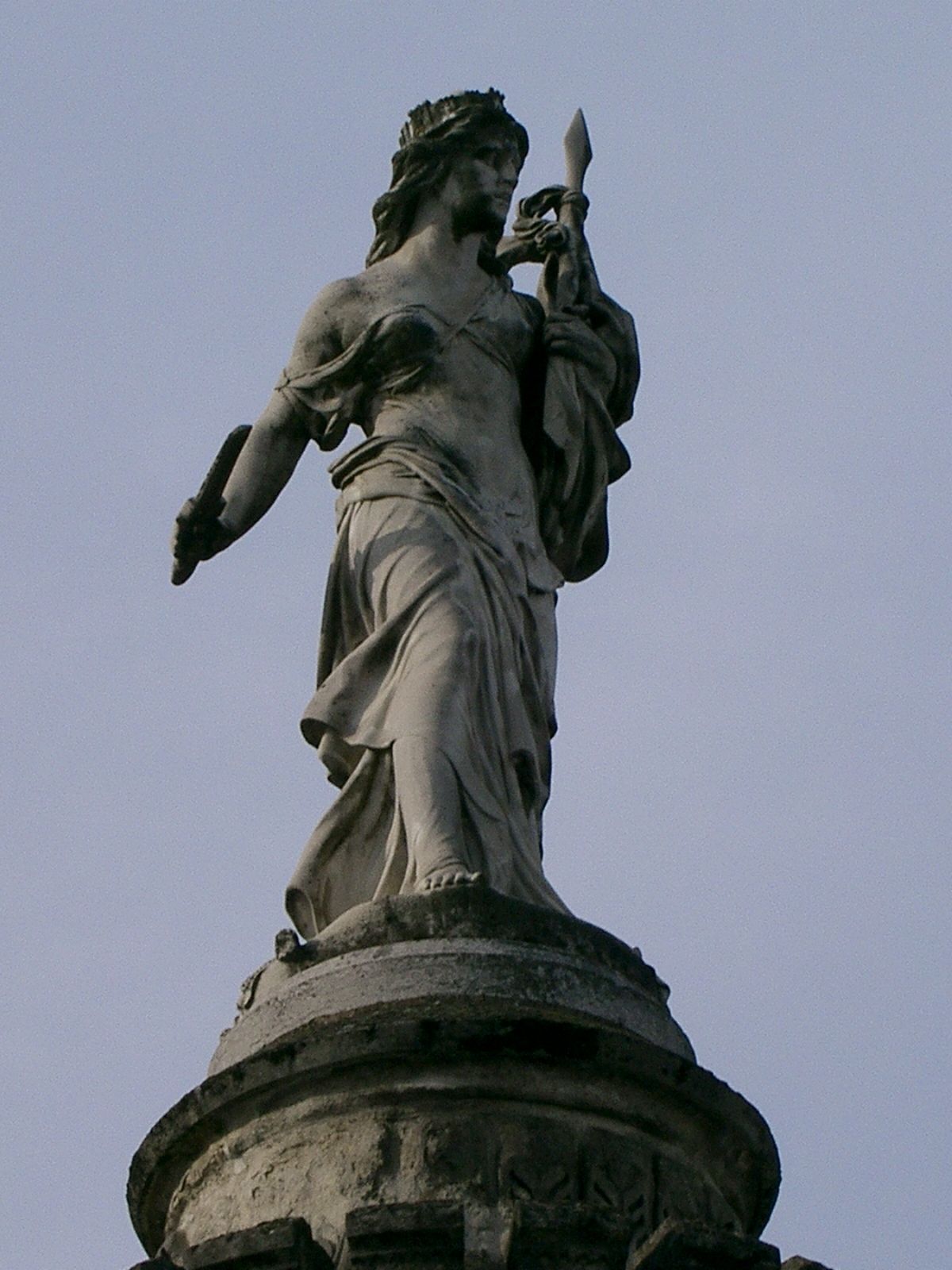
坐落于第戎10月30日广场（Place du 30 Octobre）、由保罗·卡贝（Paul Cabet）所作的玛丽安娜雕像。这座玛丽安娜雕像选取了战士形象，以纪念1870年普法战争中守卫第戎的士兵。

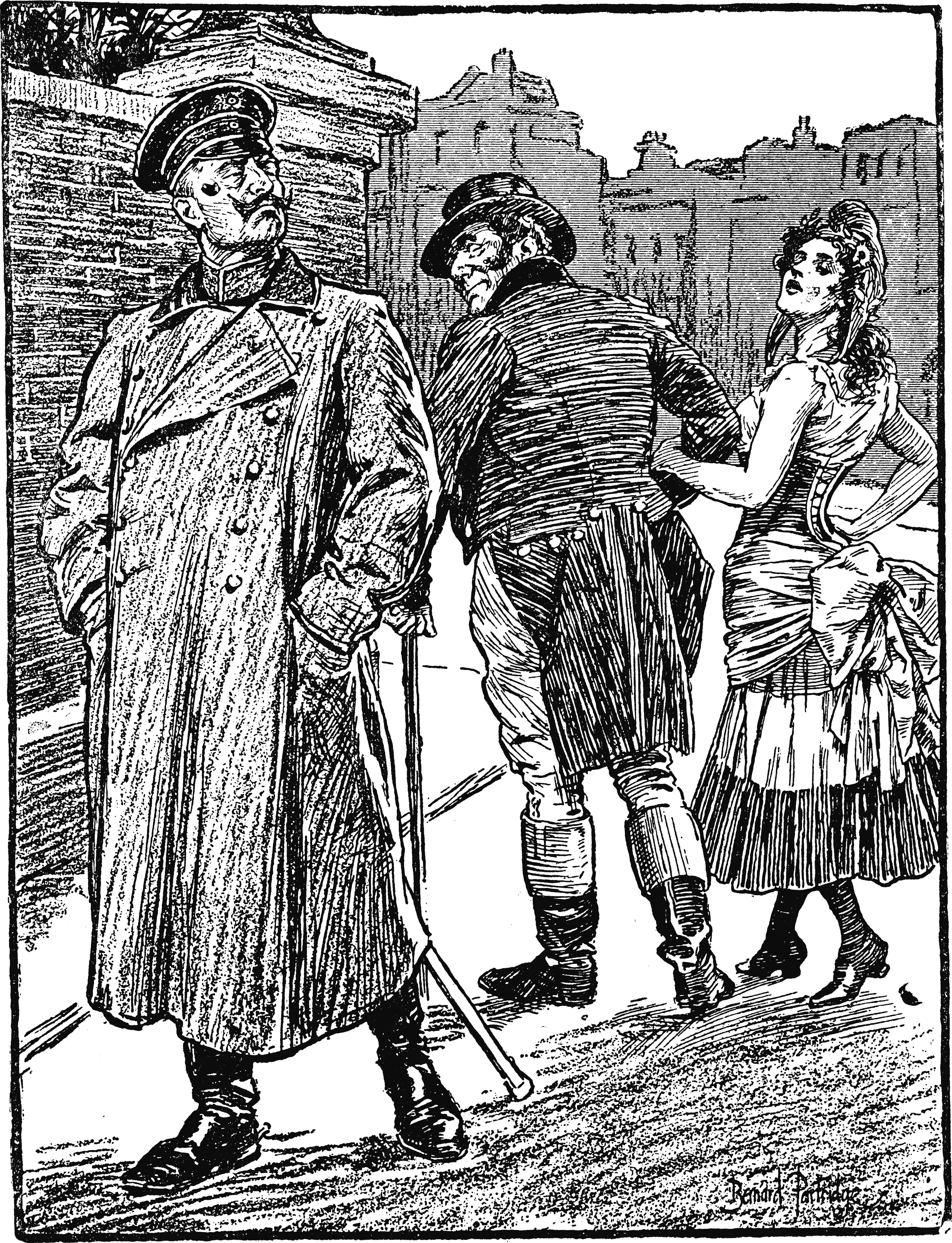
一幅作于1904年、反映英法协约的德国漫画，画中的玛丽安娜形象并不讨人喜欢：约翰牛转过身背对着德国人，挽着身着三色旗装、一副荡妇模样的玛丽安娜，昂首阔步地走开了。

尽管夏尔·戴高乐将军在战时充分利用了玛丽安娜这一形象，玛丽安娜在战后的地位还是有所下降，在邮票以及公投等场合出现的频率也有所减少。玛丽安娜最近一次以革命、颠覆的形象出现是在1968年的五月风暴期间。之后，立场偏向保守的自由派总统瓦莱里·吉斯卡尔·德斯坦将玛丽安娜的形象从邮票上抹去，以“La Poste”（法国邮政）的标志取而代之。他还授意放慢了《马赛曲》的演奏节奏，并对纪念1945年5月8日胜利日的活动进行了淡化处理。
在1989年纪念法国大革命爆发200周年的活动期间，玛丽安娜在公众场合出现的频率并不高。时任法国总统的社会党人弗朗索瓦·密特朗的目的是使纪念活动得到团结全体公民并得到他们的认可，使他们从中更多地回想起共和制度，而非革命。在由先锋派设计师让-保罗·古德（Jean-Paul Goude）精心编排的大型花车游行中，美国女高音歌唱家潔西·諾曼替代了玛丽安娜的地位，演唱法国国歌《马赛曲》。在经历了从19世纪直到20世纪（如1934年2月6日暴乱、维希政权等等）的残酷的内斗之后，法兰西共和国的人民已经达成了共识——如今所有的法国公民都支持共和制度，因此对玛丽安娜的崇拜也就显得不那么重要了。

## 名字的起源
一部分人认为，“玛丽安娜”这个名字得名于16世纪鼓吹推翻暴君的反暴君派（Monarchomaques）耶稣会士胡安·德·马里亚纳。也有人认为，玛丽安娜的形象来自于大革命时期的政治家让·弗朗索瓦·勒贝尔（Jean-François Reubel）的妻子：据说在1797年的某个晚上，督政府成员巴拉斯子爵前往勒贝尔家中做客，席间他询问女主人的芳名——“玛丽-安娜，”她答道——“太完美了，”巴拉斯失声喊道，“多么简洁的名字啊，这名字用在共和国身上，简直同用在您的身上一样般配，夫人！”
最近的一项研究显示，1792年在图卢兹附近塔恩省的皮洛朗，第一次有人以书面的形式用玛丽安娜这个名字指代共和制度。当时有一首由诗人纪尧姆·拉瓦布尔（Guillaume Lavabre）作词、以奥克语的普罗旺斯方言演唱的歌曲La garisou de Marianno（法语：La guérison de Marianne，中文意为“玛丽安娜的复原”）广为人们所传唱。在那个时代，玛丽-安娜是一个很受欢迎的女性名字。根据阿居隆的观点，这个名字“被自认为在民众当中同样受欢迎的政权所采用了”。
而大革命中的革命者对此给出的解释，则往往与某个特定的、戴弗里吉亚帽的玛丽安娜（或玛丽-安娜）有关。玛丽安娜这个美丽的女性形象不仅对无套裤汉等形象产生了启迪，更为这个国家在战争中受到创伤的人们提供了慰藉。
玛丽安娜的名字还常常与一些共和派的秘密结社组织联系起来。在第二帝国时期，某个共和派秘密组织的成员就必须以玛丽安娜的名义起誓，发誓推翻帝制“旧政权”（régime）。
最后一点需要注意的是，在法国大革命期间，最普通的民众都纷纷起来为自己的权利而斗争，因此用最普通的法国女性名字来指代共和制度自然是再正常不过的事情了。

## 模特
长期以来，官方版本的玛丽安娜胸像为了代表广大女性，一直没有一个明确的模特。1969年起，开始有知名女性成为玛丽安娜的真人模特。第一位玛丽安娜的真人模特是影星碧姬·芭杜。之后，又陆续有米雷耶·马蒂厄（Mireille Mathieu，1978年）、凱撒琳·丹尼芙（1985年）、伊娜·德拉弗拉桑热（Inès de la Fressange）、莱蒂西娅·伽斯搭（2000年）和埃弗利娜·托马（Évelyne Thomas，2003年）成为玛丽安娜的官方模特。
莱蒂西娅·伽斯搭于1999年10月被选为象征法国共和制度的新一任玛丽安娜，这是法国有史以来第一次由全国的36,000多位市长共同选举玛丽安娜。卡斯塔在参与投票的15,000多位市长之中得到了36%的选票，从而自五位候选人中脱颖而出，当选新任玛丽安娜。另外四位候选人分别是埃斯特拉·阿利戴（Estelle Hallyday）、派翠西亚·凯丝、达尼埃拉·伦布罗索（Daniela Lumbroso）和娜塔莉·西蒙（Nathalie Simon）。然而此后不久，却有一桩与卡斯塔有关的丑闻爆出，对全法国造成了不大不小的震动：有媒体爆料称共和国的新象征卡斯塔事实上已经移居英国伦敦。尽管据卡斯塔本人宣称，她移居英国纯粹是出于职业上的实际考虑，《观点》（Le Point）杂志等媒体却指出，她这么做是为了逃税。2003年底，脱口秀主持人埃弗利娜·托马被选为了新一任的玛丽安娜。
尽管以上几位都是所谓的“官方”模特，并没有某项政策规定必须选择某一位的形象以玛丽安娜的身份进行展示。

## 新政府标识
蓝白红三色旗、玛丽安娜、“自由、平等、博爱”、共和国：这些强有力的国家象征代表了政治意义上的法国和她的价值观（相应的，高卢雄鸡则代表了民族意义上的法国和她的历史、国土与文化）。1999年9月起，由左翼联盟（Gauche plurielle）组成的利昂内尔·若斯潘内阁在法国政府信息服务处（SIG）和各主要部门负责公共关系的官员的建议下，决定将以上这些形象整合成为一个全新的“标识”。作为各政府机关的统一形象标识，它会在相关的各种材料上出现，例如小册子、内部的和公开的出版物、宣传活动、信笺抬头、名片等等。中央政府率先带头开始使用这一新的形象标识，随后各部门（它们也可以同时使用自己原有的标识）、全国各大区及省份也相继效法。
设计这一标识的首要目标是整合政府的公共关系。此外，推出这一标识也“为这个现在显得抽象、遥远、陈旧的政府提供了一个更易为人们所接受的形象，使其显得更加具体实在，符合法国人民对于政府的较高期望”。
这一结论是在1999年1月由法国民意调查机构索福瑞通过大量的访问和调查得出的。他们得到的数据表明，法国人对于共和国的基本价值高度认同，他们也希望有一个公平、高效的政府，作为自由、平等、博爱原则的倡导者和维护者。